# Hestra IF
Hestra IF är en orienterings- och skidklubb från Ekås i Borås som grundades 1921. Klubbens träningar utgår oftast från Hestrastugan. Där finns löpspår mellan 400 meter och 12 kilometer. Vintertid spåras spår upp till en mil för skidåkning.
Klubben tog sitt första SM-guld i orientering 1955, då Elvy Lindström vann den klassiska distansen. 1970 vann Jan Holmqvist guld på Ungdoms-SM.
Klubben var framgångsrik i slutet av 1980-talet och halva 1990-talet i orientering, med bland annat en sexfaldig världsmästarinna, Marita Skogum, som under sin tid i klubben dessutom tog hem sju individuella SM-titlar. Klubben vann under denna tid även tre SM-guld i stafett, genom damseniorerna 1988 och 1992 och genom herrjuniorerna 1994. Klubben radade upp fina placeringar på 10Mila, bland annat slutade herrarna 13:e och damerna 10:a 1988. 1995 tog Hestralöparen Rikard Claesson individuellt JSM-guld på långdistans.
Klubben vann Tjoget två år i rad 1990–1991 och kom dessutom på artonde plats i världens största orienteringsstafett Jukolakavlen 1994. Samma placering nåddes även på 10Mila 1998. 2001 växlade Hestra som första lag på första sträckan genom Oskar Axelsson.
2008 kom en satsning med den så kallade 2010-gruppen igång där man siktade mot framgångar åren 2010–2015. 2008 slutade man 69:a på Jukolakavlen. 2009 blev klubben sexa på Tjoget och 79:a på Jukolakavlen. Sommaren 2010 nådde klubben sin största framgång på länge då man slutade trea i HD18-klassen på Ungdomens Tiomila som bästa rena klubblag. Dessutom kom man för första gången sedan 2004 in bland de hundra första lagen i herrklassen på 10Mila då laget slutade 94:a. Året efter, 2011, gick det ännu bättre och laget slutade nu 51:a, den bästa placeringen sedan 2001. Dessutom slutade klubben på femte plats på Ungdomens Tiomila och på 32:a plats i Smålandskavlen.
Klubben har även haft fina placeringar på O-Ringen. På Ungdoms-SM 2011 var Filip Grahn femma, Linus Landergren sjua och Markus Larsson nia på sprintdistansen. På långdistansen slog Markus Larsson till och tog silvret. 2012 gick det ännu bättre för Markus Larsson, när han slutade trea på sprinten och blev svensk ungdomsmästare på långdistans. 2012 slutade dessutom Martin Larsson tia totalt i Silva League. En annan duktig junior är John Börjesson, som gjort den ultralånga distansen till sin specialitet. 2011 slutade han tia på junior-SM, för att senare samma höst bli fyra på de norska motsvarigheten. 2012 slutade han sedan även fyra på junior-SM.
Hestra har även varit en riktig storklubb vad gäller arrangemang. Klubben har sedan 1970-talet arrangerat Linnémarschen, ett motionsarrangemang där deltagarna kan välja att gå mellan 5 och 42 kilometer på natursköna Rya åsar. Det har blivit så populärt att deltaga att arrangörskapet nu är delat med IK Ymer. Sedan 2011 är Linnémarschen som enda svenska marsch med i IML Walking Association.
O-EVENT är en nystartad tävlingshelg som har blivit en klassisk säsongsavslutning för tusentals orienterare. Hestra arrangerar tredagarstävlingen tillsammans med Ymer och Borås GIF.
2012 beslutades att Hestra ska arrangera hittaut.nu från och med 2013 i Borås. Hittaut.nu är en form av motionsorientering där kartan skickas ut gratis till de deltagande orternas invånare, som genom att hitta så kallade checkpoints och registrera dem på hemsidan hittaut.nu deltar i utlottningar av priser varje månad mellan juni och november.  
2015 var Hestra IF med och arrangerade O-Ringen. Tävlingen har arrangerats i Borås två gånger tidigare, 1968 och 1986. Hestra genomförde den mycket prestigefyllda tävlingen Tiomila där man slutade på en 38:e plats vilket var det bästa på många år.  
Klubben har också sektioner för motion och inriktning på Vasaloppet. Vintern 2011 tog sig 70 hestraiter runt något av loppen i vasaloppsveckan.
2016 tog de tre juniorerna Emil Karlsson, Markus Larsson och Filip Grahn brons på SM-Stafett efter imponerande löpning av Larsson och Grahn. Filip Grahn tog även ett silver i medeldistans, brons i natt och en fjärdeplats på långdistansen under SM.
2017 vann Filip Grahn Swedish Leagues nystartade U23-Cup och slutade på en tolfte plats totalt.